# Campeonato Sudamericano de Hockey sobre césped femenino de 2003
El Campeonato Sudamericano de Hockey sobre césped femenino de 2003 se llevó a cabo del 16 al 23 de marzo de 2003 y se desarrolló en Santiago de Chile, Chile. Los primeros dos lugares clasificaron a los Juegos Panamericanos.

## Equipos participantes
- Argentina
- Chile
- Paraguay
- Perú
- Uruguay

## Grupo único
– Clasificados a los Juegos Panamericanos 2003.
| Equipo    | Pts | PJ | V | E | D | GF | GC | DIF |
| --------- | --- | -- | - | - | - | -- | -- | --- |
| Argentina | 12  | 4  | 4 | 0 | 0 | 47 | 1  | +46 |
| Chile     | 9   | 4  | 3 | 0 | 1 | 42 | 5  | +37 |
| Uruguay   | 6   | 4  | 2 | 0 | 2 | 29 | 5  | +24 |
| Paraguay  | 3   | 4  | 1 | 0 | 3 | 1  | 40 | -39 |
| Perú      | 0   | 4  | 0 | 0 | 3 | 0  | 68 | -68 |

### Resultados
| 16 de marzo de 2003 15:00 |      |         |  |  |
| Paraguay                  | 0–10 | Uruguay |  |  |

| 16 de marzo de 2003 17:00 |      |      |  |  |
| Chile                     | 22–0 | Perú |  |  |

| 17 de marzo de 2003 17:00 |      |       |  |  |
| Paraguay                  | 0–16 | Chile |  |  |

| 18 de marzo de 2003 10:00 |     |         |  |  |
| Argentina                 | 2–0 | Uruguay |  |  |

| 19 de marzo de 2003 10:00 |     |          |  |  |
| Perú                      | 0–1 | Paraguay |  |  |

| 20 de marzo de 2003 17:00 |     |           |  |  |
| Chile                     | 1–5 | Argentina |  |  |

| 21 de marzo de 2003 10:00 |      |      |  |  |
| Uruguay                   | 19–0 | Perú |  |  |

| 22 de marzo de 2003 08:00 |      |           |  |  |
| Paraguay                  | 0–14 | Argentina |  |  |

| 23 de marzo de 2003 12:00 |      |      |  |  |
| Argentina                 | 26–0 | Perú |  |  |

| 23 de marzo de 2003 15:00 |     |       |  |  |
| Uruguay                   | 0–3 | Chile |  |  |

| Campeón del Campeonato Suramericano 2003 |
| ---------------------------------------- |
| Argentina Primer título                  |

## Clasificación general
| Pos | Equipo    |
| --- | --------- |
| 1   | Argentina |
| 2   | Chile     |
| 3   | Uruguay   |
| 4   | Paraguay  |
| 5   | Perú      |

## Clasificados a los Juegos Panamericanos de 2003
| Bandera de Argentina | Bandera de Chile |
| Argentina            | Chile            |
| -------------------- | ---------------- |